# Nervus axillaris

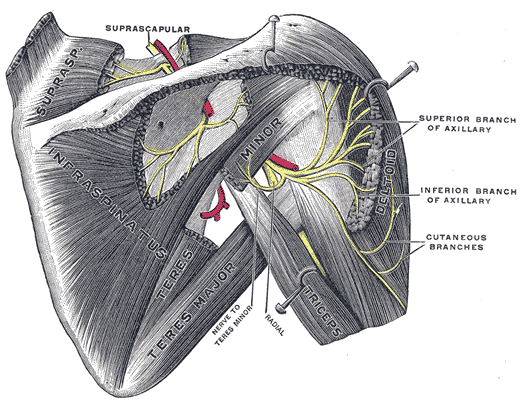
Höger skuldras supraskapulära och axillära nerver sedda bakifrån.
Illustration: Gray's Anatomy, 1918. (PD)

Nervus axillaris (latin: "armhålans nerv") är, i människans kropp, en nerv i axeln. Axillaris innerverar m. deltoideus och m. teres minor.
Axillaris utgår från ryggradens femte och sjätte spinalnerver (C5–6) och har sitt ursprung i fasciculus posterior (det bakre nervknippet) i plexus brachialis (armens nervfläta). 
Nerven passerar först bakom a. axillaris och framför m. subscapularis för att sedan löpa nedåt till denna muskels nedre kant.
Vid skulderbladets laterala kant (margo lateralis scapulae) passerar axillaris tillsammans med a. circumflexa humeri posterior bakåt mellan m. subscapularis, m. teres major, m. triceps brachiis långa huvud (fyrkantiga interstitiet).
Därefter delar sig axillaris i en främre/övre och en bakre/nedre gren. Den bakre grenen svänger runt överarmsbenets (humerus) mediala sida (collum chirurgicum) till m. deltoideus främre kant. Där innerveras m. deltoideus samtidigt som mindre grenar avges som innerverar huden vid m. deltoideus nedre parti. Den främre grenen innerverar m. teres minor och m. deltoideus bakre fibrer. Grenen bryter sedan igenom den djupa fascian och övergår i n. cutaneus brachii lateralis (superior/inferior) som innerverar huden vid m. deltoideus bakre del och m. triceps brachiis långa huvud.